# Bulbophyllum guttulatum
Bulbophyllum guttulatum é uma espécie de orquídea epífita, família Orchidaceae, que habita do Himalaia até o Vietnã. Muitos taxonomistas preferem classificá-lo sob o gênero Cirrhopetalum.